# Philo (empresa)
Philo (anteriormente Tivli) es una empresa estadounidense de televisión por Internet con sede en San Francisco, California. Fue fundada por primera vez en la Universidad de Harvard en 2010 por Tuan Ho y Nicholas Krasney. Entre los inversores de la empresa se encuentran HBO, Andrew McCollum y Mark Cuban. La empresa y su servicio están nombrados en honor a Philo T. Farnsworth, uno de los ingenieros pioneros de la televisión. Hasta el año 2021, su servicio de televisión en streaming OTT cuenta con más de 800,000 suscriptores.

## Historia

### Historia temprana (2010-2016)
Philo fue fundada originalmente en 2010 bajo el nombre de Tivli por Tuan Ho y Nicholas Krasney en la Universidad de Harvard. Inició como un proyecto experimental de transmisión en vivo en un dormitorio que utilizaba papel de aluminio como antena receptora improvisada para "captar señales de televisión (área de Boston)" y enviarlas de forma inalámbrica a sus computadoras portátiles a través de un servidor improvisado. En su lanzamiento, el proyecto tenía la intención de proporcionar un servicio de transmisión de televisión a los estudiantes de la Universidad de Harvard que vivían en el campus. Cuando el servicio se lanzó por primera vez en 2011, aproximadamente una cuarta parte de la población residente de Harvard se registró dentro de las primeras semanas del servicio.
En 2011, Tivli se incorporó al Harvard Innovation Lab (iLab) como la primera empresa residente, antes de trasladarse finalmente a su propia oficina en Harvard Square en 2013. En 2012, Christopher Thorpe se unió como director ejecutivo para desarrollar el servicio original de IPTV universitario de Philo. Desde sus inicios, Philo tuvo la ambición de lanzar un servicio de transmisión de televisión a nivel nacional, comenzando en entornos universitarios. Después de lanzar servicios en Harvard, Philo rápidamente amplió su presencia a otras universidades, como la Universidad de Stanford, la Universidad de Yale, la Universidad Texas A&M y la Universidad de Brown. En 2013, Philo anunció una asociación estratégica con HBO para ofrecer el servicio HBO GO en las universidades. Para septiembre de 2015, el servicio estaba disponible en 42 universidades.
En julio de 2013, la empresa recaudó 6,3 millones de dólares en una ronda de financiación liderada por Patrick Chung de la firma de capital de riesgo New Enterprise Associates. Entre los inversores de la Serie A se encontraban Mark Cuban de Radical Investments LP, HBO, Ari Emanuel de Endeavor y Rho Capital Partners. En el mismo año, la empresa cambió su nombre de Tivli a Philo.
En 2014, Andrew McCollum, miembro fundador de Facebook, asumió el cargo de director ejecutivo en lugar de Christopher Thorpe con el objetivo de ampliar las operaciones de Philo más allá de la prestación de servicios universitarios de IPTV. Bajo su liderazgo, la empresa lanzó un servicio de transmisión directa al consumidor llamado Philo. Después de completar con éxito su ronda de financiación de la Serie B en 2015, Philo trasladó su sede a San Francisco, California.
En junio de 2015, Philo obtuvo una financiación de 10 millones de dólares en una ronda de la Serie B liderada por New Enterprise Associates, con inversiones conjuntas de HBO, Rho Ventures, Xfund, CBC New Media Group y Andrew McCollum.

### Historia reciente (2017-presente)
Philo lanzó su servicio de televisión en streaming OTT en los Estados Unidos el 14 de noviembre de 2017. Este servicio se encuentra disponible a través de televisores, reproductores multimedia digitales, computadoras, tabletas y teléfonos. Incluye canales de A&E Networks, AMC Networks, Discovery, Inc. (antes de su fusión en 2022 con WarnerMedia para formar Warner Bros. Discovery) y Viacom (antes de su fusión en 2019 con CBS Corporation para formar ViacomCBS, ahora conocida como Paramount Global). Todos estos canales se convirtieron también en copropietarios del servicio con una inversión combinada de 25 millones de dólares antes de su lanzamiento.
El servicio no cuenta con estaciones locales de televisión ni redes deportivas, aunque proporciona servicios de noticias a través de BBC World News (que se distribuye por AMC) y el canal de noticias financieras Cheddar, además de la transmisión nacional de AccuWeather Network.
En octubre de 2018, Philo incorporó el Hallmark Channel y sus canales asociados, Hallmark Movies & Mysteries y Hallmark Drama.
En febrero de 2020, Google Fiber anunció que dejaría de ofrecer paquetes de televisión a nuevos suscriptores. En su lugar, respaldó YouTube TV y fuboTV, y añadió la opción del paquete de $20 con 61 canales de Philo. La inclusión de Philo en la lista de Google Fiber se describió como una manera de ayudar al MVPD virtual a "mantener su racha de crecimiento" sin la carga de las negociaciones de consentimiento de retransmisión y las tarifas necesarias para operar un servicio de televisión de pago. En ese momento, Philo contaba con 750,000 suscriptores y afirmaba haber experimentado un crecimiento del 300% durante el año. Posteriormente, en junio del mismo año, Philo añadió Epix y Starz como complementos premium, junto con credenciales de TV Everywhere para sus sitios web y acceso a sus bibliotecas de videos a pedido.
El 29 de marzo de 2021, T-Mobile anunció una colaboración con Philo para ofrecer un descuento en el servicio al incluirlo con sus planes de telefonía móvil. El 8 de septiembre debutó un paquete adicional llamado "Movies & More", que incluye canales como Sony Movies, Reelz, HDNet Movies, MGM HD y Cinémoi. Philo también fue un socio de lanzamiento en la reactivación de G4 por parte de Comcast, con la red siendo lanzada el 16 de noviembre. A principios de diciembre de 2021, se añadieron al servicio los canales de GAC Media, GAC Living y GAC Family.
En febrero de 2022, Philo llegó a un acuerdo con la empresa de entretenimiento Kin para llevar más de 65 horas de programación a sus plataformas y producir la primera serie original de Philo, "Boss Moves with Rasheeda". Más adelante en el año, Philo añadió alrededor de media docena de canales operados por Weigel Broadcasting, entre los que se encuentran MeTV, MeTV+, Heroes & Icons, Catchy Comedy y Story Television. En octubre de 2022, Philo incorporó FETV a su paquete de suscripción base y Family Movie Classics al paquete complementario "Movies & More".
En mayo de 2023, Philo amplió su programación de "TV gratuita" con la incorporación de nueve nuevos canales: The Bob Ross Channel, Comedy Dynamics, Cowboy Way, Drag Race Universe, FailArmy, Outside TV, People are Awesome, Pet Collective y Screambox. A pesar de figurar en la sección de "TV gratuita" de la guía electrónica de programas de Philo, no se puede acceder a estos canales a menos que un usuario se registre en el paquete mensual de $25 de Philo.

## Otras lecturas
- Landry, Lauren (1 de mayo de 2011). «TV 3.0: Tivli Brings Live Streaming Cable to College Campuses». BostInno. Consultado el 21 de diciembre de 2016.
- «On-Campus Streaming TV Provider Tivli Rebrands as Philo, Adds Cloud DVR». The Wall Street Journal. 2 de octubre de 2013. Consultado el 28 de diciembre de 2016.